# Xenaleyrodes broughae
Xenaleyrodes broughae là một loài côn trùng cánh nửa trong họ Aleyrodidae, phân họ Aleyrodinae.
Xenaleyrodes broughae được Martin miêu tả khoa học đầu tiên năm 1985.